# Kutabawa
Kutabawa is een bestuurslaag in het regentschap Purbalingga van de provincie Midden-Java, Indonesië. Kutabawa telt 6003 inwoners (volkstelling 2010).